# 凉风乡 (营山县)
凉风乡，是中华人民共和国四川省南充市营山县曾经下辖的一个乡。2019年10月，撤销凉风乡和茶盘乡，设立望龙湖镇，以原凉风乡和原茶盘乡所属行政区域为望龙湖镇的行政区域。

## 行政区划
凉风乡撤销前下辖以下地区：
插旗村、开山村、书房村、青龙村、新桥村、凤头村、古佛村、金石村和金鼓村。